# Грегория Максимилиана Австрийская
Грего́рия Максимилиа́на Австри́йская (нем. Gregoria Maximiliane von Österreich; 22 марта 1581, Грац, эрцгерцогство Австрия — 20 сентября 1597, там же) — принцесса из дома Габсбургов, урождённая эрцгерцогиня Австрийская, дочь Карла II, эрцгерцога Австрии.
Одна из трёх сестёр-кандидаток в невесты инфанта Филиппа, будущего короля Испании под именем Филиппа III. Она была выбрана в жёны принцу его отцом, королём Филиппом II, но умерла незадолго до свадьбы.

## Биография

### Ранние годы
Грегория Максимилиана родилась в Граце 10 ноября 1564 года. Она была восьмым ребёнком и пятой дочерью в многодетной семье Карла II, эрцгерцога Австрии, и Марии Анны Баварской, принцессы из дома Виттельсбахов. По линии отца эрцгерцогиня приходилась внучкой Фердинанду I, императору Священной Римской империи, и Анне Богемской и Венгерской, последней представительнице дома Ягеллонов, правившего королевствами Чехии и Венгрии. По линии матери она была внучкой Альбрехта V, герцога Баварии, и Анны Австрийской, принцессы Богемской и Венгерской из дома Габсбургов.
При крещении восприемниками эрцгерцогини стали римский папа Григорий XIII и тётка по линии матери Мария Максимилиана Баварская. Оба своих имени Грегория Максимилиана получила в честь своих крёстных родителей. Особенно близкие отношения у неё сложились с матерью, которой она была совершенно послушна.
Эрцгерцогиня имела несколько серьёзных физических недостатков. Кроме выдающейся нижней челюсти, ставшей характерной деталью внешности большинства Габсбургов, Грегория Максимилиана страдала от деформации плеча и имела шрам на лице. Она была воспитана матерью в благочестии, а познаниями в богословии удивляла служителей церкви. Даже во время болезни Грегория Максимилиана продолжала ухаживать за другими больными и кормить бедняков каждый понедельник.

### Обручение и смерть
В 1596 году с дипломатическим поручением от испанского короля в Грац прибыл адмирал Мендоса. Он должен был доставить к испанскому двору портреты Грегории Максимилианы и двух её младших сестёр — Элеоноры и Маргариты. Вскоре после этого Грегория Максимилиана была обручена с инфантом Филиппом, принцем Астурийским, будущим королём Испании под именем Филиппа III. Инфант, посмотрев портреты, предпочёл эрцгерцогиню Маргариту, но его отец король Филипп II остановил свой выбор на её старшей сестре. Не помог и арбитраж инфанты Изабеллы, которая также выбрала эрцгерцогиню Маргариту. Тем не менее принц Астурийский остался послушен воле отца.
Началась подготовка к свадебным торжествам, которые собирались провести в Милане, столице Миланского герцогства, в то время находившегося под властью дома Габсбургов. 17 сентября 1597 года жених прибыл в Грац ко двору будущего тестя.
Ко времени его прибытия Грегория Максимилиана была уже тяжело больна. Боли были настолько сильными, что однажды, не выдержав, она сравнила свои страдания с муками военнопленных христиан, заключённых в тюрьмах Османской империи. 20 сентября 1597 года в шесть часов утра эрцгерцогиня умерла в своей кровати, в окружении матери и сестёр. Ей было шестнадцать лет. Грегорию Максимилиану похоронили в монастыре Богоматери в Зеккау. Во время вскрытия гроба в 1829 году среди её останков обнаружили розарий, кольцо и булавку для волос. 18 апреля 1599 года инфант Филипп сочетался браком с эрцгерцогиней Маргаритой, младшей сестрой покойной Грегории Максимилианы.
Существует несколько картин и гравюр с изображением Грегории Максимилианы, в их числе детский портрет кисти неизвестного. Портрет одиннадцати- или двенадцатилетней эрцгерцогини кисти Якоба де Монте, датируемый между 1591 и 1593 годами, хранится в собрании Музея истории искусств в Вене.